# Эвакуационный госпиталь

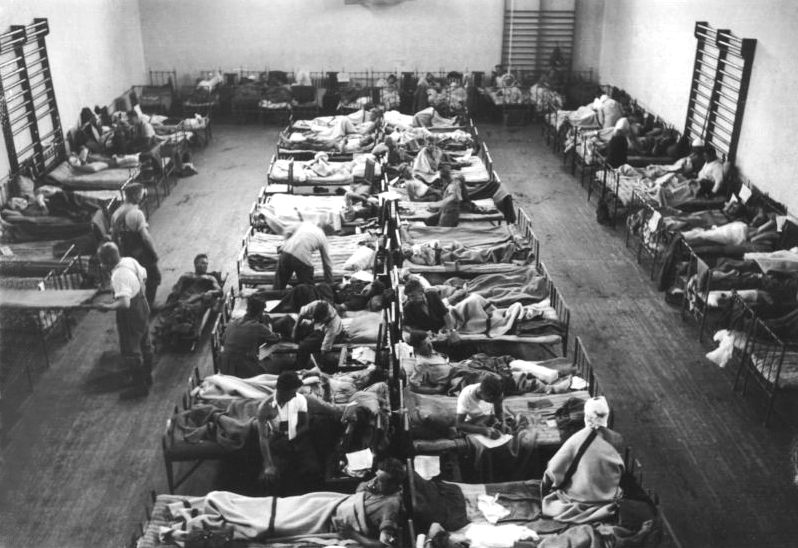
Лазарет немецкого эвакогоспиталя, оборудованный в бывшем спортзале.

Эвакуацио́нный го́спиталь (ЭГ, эвакого́спиталь) — госпиталь военного времени, в котором оказывается медицинская помощь и происходит лечение поражённых и больных; не имеет собственных транспортных средств (для массовой эвакуации), используется в составе госпитальных баз. 
Эвакогоспитали разворачиваются в составе госпитальной базы фронта, тыла (за пределами театра военных действий), иногда армии. Эвакуационные госпитали могут быть терапевтическими (ТЭГ) и хирургическими (ХЭГ) для оказания квалифицированной медицинской помощи, и те и другие могут быть специализированными (СТЭГ и СХЭГ соответственно, к примеру нейрохирургические, офтальмологические, психоневрологические, инфекционные и так далее для оказания специализированной медицинской помощи).

## История
Для лечения русских воинов эвакогоспитали впервые были развернуты в период русско-турецкой войны 1877—1878 годов. В годы Русско-японской войны, Первой мировой войны, начального периода Великой Отечественной войны являлись основным элементом санитарного обеспечения войск. Теоретические основы санитарной эвакуации, организации этапного лечения разрабатывались профессором В. А. Оппелем. В годы Великой Отечественной войны теория и практика использования эвакогоспиталей коренным образом изменилась за счёт наращивания мощности госпиталей в армейском и фронтовом тылу, направления в тыл определённых категорий раненых («эвакуация по назначению»).
В период Советско-Финской («Зимней») войны 1939—1940 годов на территории РСФСР и Украинской ССР была развёрнута сеть эвакогоспиталей. Одновременно в госпиталях Восточной Сибири долечивались советские раненые бойцы, эвакуированные из Монголии.
В Великую Отечественную войну существовали сортировочно-эвакуационные госпитали (СЭГ), сортировавшие по эвакогоспиталям поступающих в госпитальную базу фронта раненых, и контрольно-эвакуационные госпитали (КЭГ), контролировавшие правильность отбора и подготовки к эвакуации раненых и больных за пределы данной госпитальной базы. Эвакогоспитали развёртывались мощностью на 200 — 2 000 коек группами по 10 — 15 госпиталей в одном или нескольких смежных населённых пунктах в приспособленных помещениях (чаще всего общественных, таких как школы, театры и так далее) и находились под оперативным управлением эвакопунктов.
Каждый эвакуационный госпиталь состоял из управления, лечебно-диагностических отделений, аптеки, подразделений обслуживания и материального обеспечения. Основными задачами эвакуационного госпиталя были приём, размещение, медицинская сортировка, санитарная (специальная) обработка раненых и больных; оказание им специализированной медицинской помощи и последующее их лечение; подготовка к эвакуации раненых и больных, требующих долгосрочного специализированного лечения.
С 1941 по 1945 годы было сформировано более 6 000 эвакуационных госпиталей. За немногим исключением, они имели сплошную нумерацию, но во многих случаях носили другое или параллельное наименование.
В послевоенное время в случае войны под эвакогоспитали планировали здания школ, больниц, домов отдыха. Рост сети лечебных учреждений в конце 1960-х годов позволил ограничить мобилизационный ресурс эвакогоспиталей только больницами. После 1945 года в Союзе ССР и России массового развёртывания эвакогоспиталей не наблюдалось.
Кроме эвакогоспиталей, в годы ВОВ существовали ещё, также разворачиваемые в глубоком тылу страны спецгоспитали для лечения тяжёлораненых нуждающихся в длительном лечении военнопленных иностранных армии эвакуированных и интернированных в тыл. К примеру такие спецгоспитали были развёрнуты на Урале: № 1893 в г. Первоуральске, № 2929 в г. Нижнем Тагиле, № 5921 в г. Магнитогорске, 3757 в г. Шумихе и т. д.